# Cinta Damai (Nassau)
Cinta Damai is een bestuurslaag in het regentschap Toba Samosir van de provincie Noord-Sumatra, Indonesië. Cinta Damai telt 870 inwoners (volkstelling 2010).